# Міська лікарня (Новомиргород)
Міська́ ліка́рня (ліка́рня Га́нни Дмитря́н) — комплекс історичних будівель лікарні в місті Новомиргород на Кіровоградщині, пам'ятка архітектури початку XX століття.
Комплекс лікарні побудований відомим єлисаветградським архітектором Яковом Паученком на кошти Ганни Дмитрян — дочки місцевого грецького купця Михайла Мартакі. Його найбільшу архітектурно-художню цінність являють передній та бокові фасади лікарні. Характерною особливістю будівлі є її цегляний декор. Комплекс лікарні є чудовим зразком цивільної архітектури, що одержав розвиток на півдні Російської імперії з 70-х років XIX століття.

## Історія

### Ідея
Ідея будівництва нової лікарні в Новомиргороді з'явилась у дружини новомиргородського купця Ганни Дмитрян після отримання нею в 1910 році великої спадщини померлого батька. Міська управа на чолі з Іваном Ткаченком висунула варіант розміщення будівлі в Архієрейському саду по дорозі на Єлисаветград, однак меценатка відкинула цю ідею з огляду на віддаленість місцевості від центру. Було вирішено розпочати будівництво в міському саду на березі озера Лонго. Для керівництва проектом Дмитрян запросила з Києва архітектора Якова Паученка.

### Будівництво

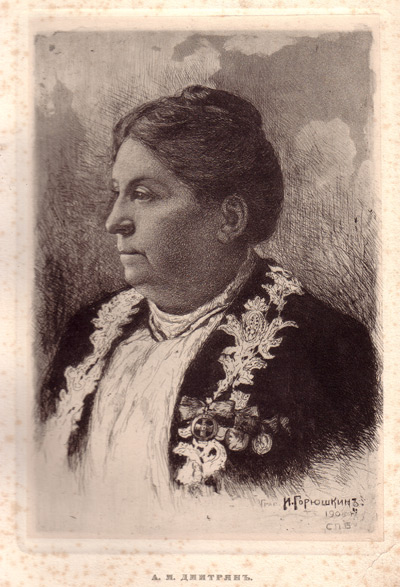
Ганна Дмитрян. Фото 1905 року

Проект лікарні був виконаний у псевдоруському стилі відділенням Департаменту у справах цивільного будівництва Одеси. Її будівництво відбувалось з 1910 по 1913 роки на території старої богодільні поруч із полковою церквою.
На урочистих закладинах лікарні основні котловани будівництва освятив благочинний Іван Левицький. В урочистостях взяли участь представники міської управи, будівельники та громадськість. Ганна власноруч кинула під наріжний камінь будівлі дві жмені золотих та срібних монет і поклала декілька цеглин та вапна в кут будівлі.
Цегла як основний будівельний матеріал завозилась з місцевих цегелень Максимчука (місцевість Виноградівка), Зюзіна (Чорногорія) та Вороніна (Хутір). Для зовнішньої кладки використовувалась міцна, майже перепалена тесана червоно-бура фігурна цегла марки «залізняк», що відбиралась дуже ретельно. Для внутрішнього викладення стін використовували «червону» цеглу. Фундаменти під гранітні цоколі викладалися із граніту та перепалу на вапняковому чамурі. Цоколь був викладений із тесаного граніту надзвичайно щільної припасовки. Камінь брали з урочища Габоровка в долині Великої Висі (поблизу села Кам'янка). Кар'єр належав графу Стембоку-Морхотському, а граніт з нього оброблявся в майстернях Вайнерова в Кам'янці та Новомиргороді.
Канави під фундаменти та котловани копали грабарі Глухови та Колосови, що жили на Виноградівці. Кладку фундаментів, цоколів та стін здійснювали місцеві муляри Захар Кам'янович, Іван Мороз та їх родичі з Чорногорії. Перекриття здійснювалось новомиргородськими теслярами, оцинкованою бляхою дах перекрили місцеві покрівельники Мокій, Ларивон та Прокопій Павлущенки.
Лікарня була однією з перших будівель Новомиргорода, де приїжджими майстрами було запроваджено централізоване теплопостачання. Труби центрального опалення на горищі ізолювались дорогим на той час азбестовим тістом.
Для забезпечення лікарні світлом позаду неї було збудовано електростанцію, динамо-машина якої приводилася в рух невеликим двигуном внутрішнього згоряння. Для того, щоб світло було рівномірним, в приміщенні електростанції було змонтовано акумуляторну.

### Відкриття

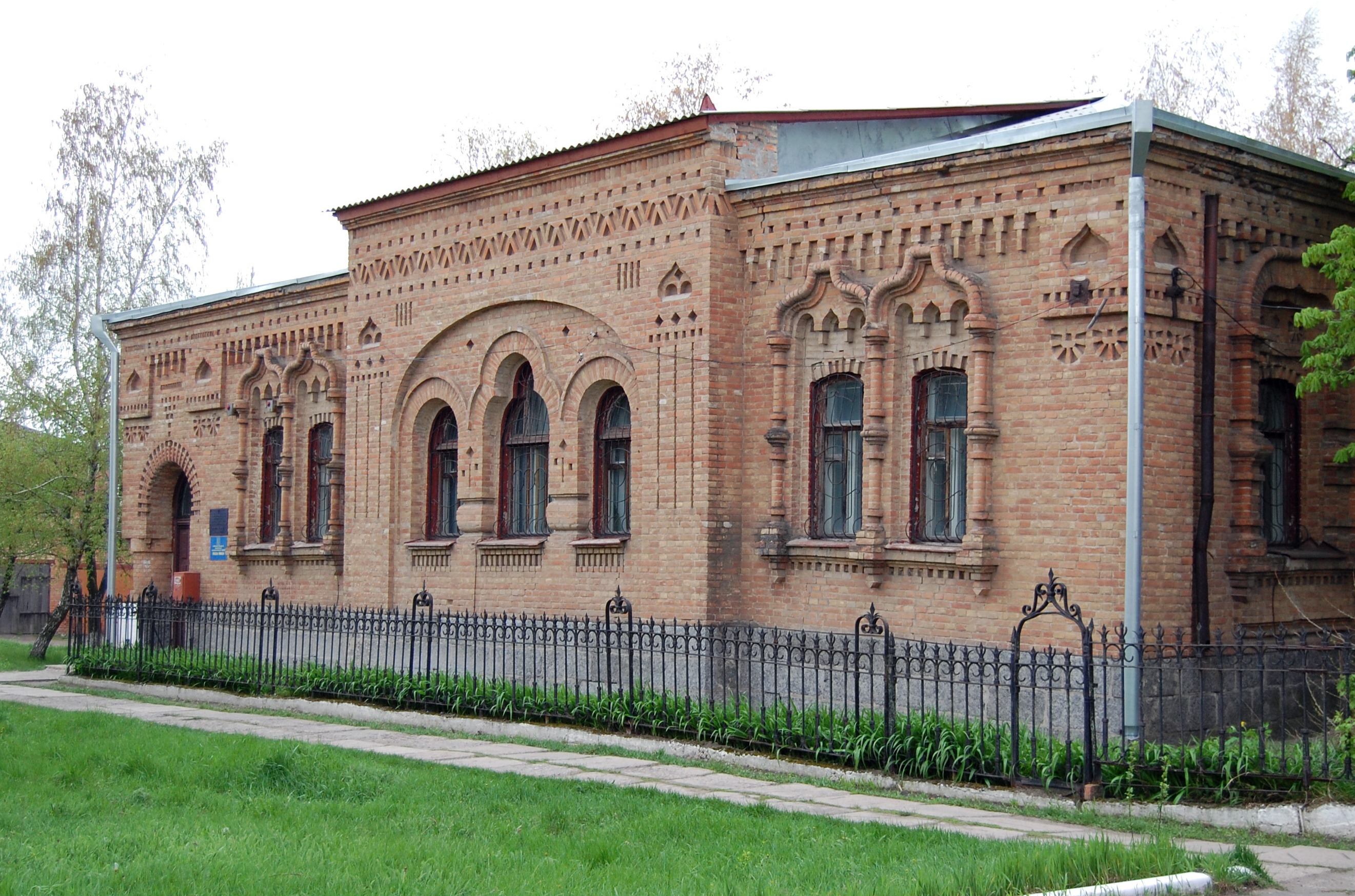
Будинок головного лікаря (1912)

Міська лікарня була відкрита в 1912 році. На посаду головного лікаря Ганна Дмитрян запросила одного з найкращих випускників медичного факультету Київського Імператорського Університету Святого Володимира лікаря Кміту. Для заохочення переїзду в провінцію йому було запропоновано місячну зарплатню, втричі більшу за університетську стипендію. Крім головного лікаря Кміти лікарню обслуговували фельдшер Легкоступ, дві сестри-жалібниці Самойлович і Вітковська а також кастелян, що відав білизною.
Для забезпечення лікарні коштами Ганна Дмитрян залишила в новомиргородському банку 300 тисяч карбованців. Відсотки від цих грошей призначались для виплат всім співробітникам лікарні та безкоштовного харчування й лікування всіх хворих. Лікарня була забезпечена шістьмастами повними комплектами чоловічої та жіночої білизни. Відповідною білизною було забезпечено і всі ліжка. Вікна лікарні були завішені багатими фіранками пісково-золотавого кольору з шовковими шнурами та пишними китицями.
Після відкриття лікарні Ганна Дмитрян з матір'ю виїхала до Єлисаветграда, де на її кошти недалеко від залізничного вокзалу було побудовано лікарню Червоного Хреста ім. Святої Анни. Після цього Ганна виїхала в Бобринець, де стала меценаткою ще однієї лікарні.
На ґанку біля головного входу лікарні вгорі було вмуровано дві напівкруглі заглибини, в які була вставлена вивіска: «Городская больница ім. Анны Дмитрян». На стіні, праворуч від головного входу, була пригвинчена мармурова табличка, на якій золотими літерами було вирізьблено: «Архітект-художник М. Паученко». Під час Жовтневого перевороту вивіска й табличка були зняті.
В роки Другої світової війни в приміщенні лікарні працював радянський військовий шпиталь. Головним лікарем у ньому був Іван Васильович Даценко, про що сповіщає меморіальна дошка на фасаді будинку.

## Архітектура

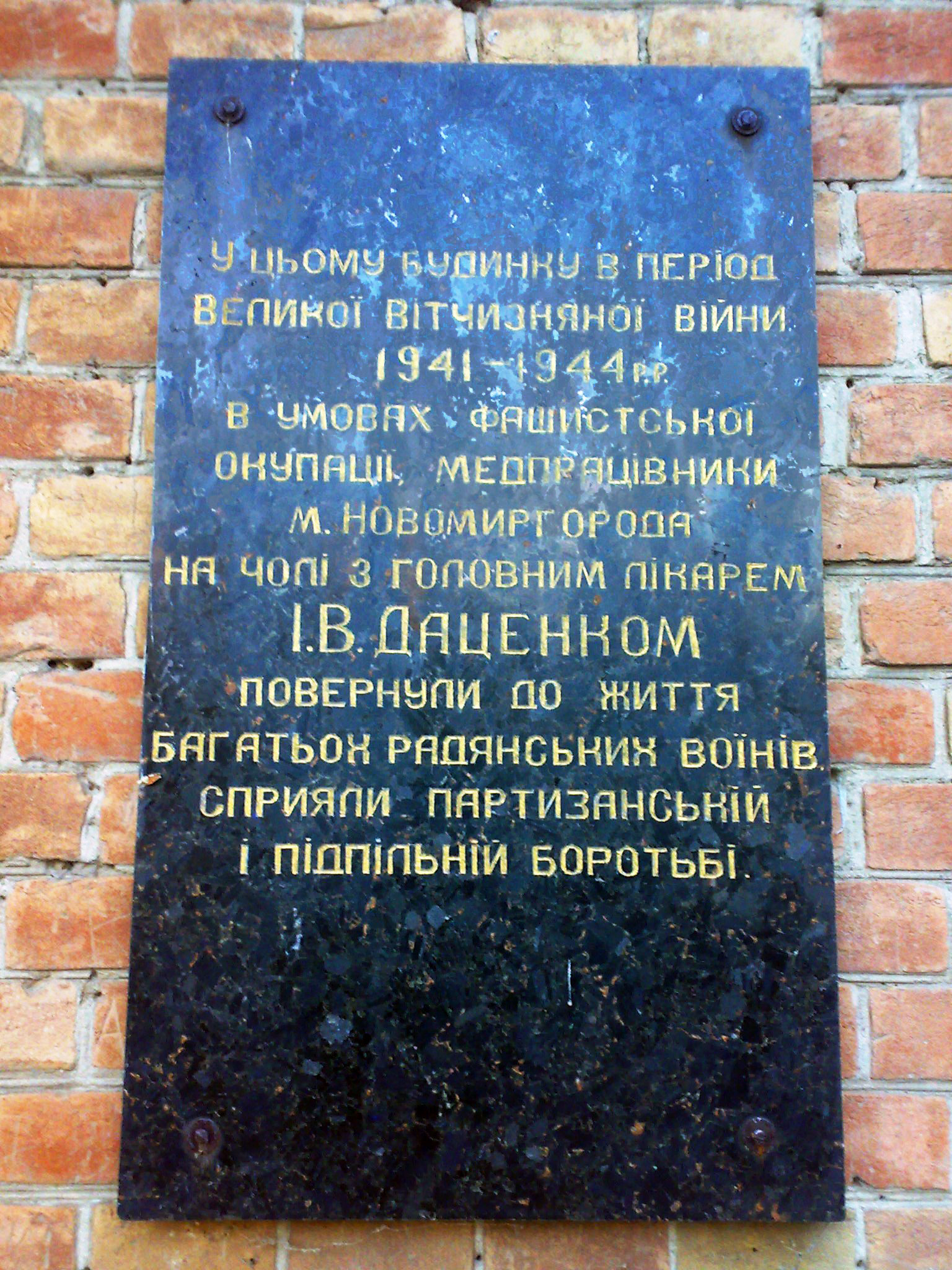
Меморіальна дошка на фасаді лікарні (1988)

### Лікарня
Екстер'єр будинку лікарні має прямокутну форму з двома прямокутними апсидами, прибудованими позаду на флангах. Апсиди розміщені на одній цокольній основі — стилобаті. Бокові фасади апсид і всієї споруди почленовані по горизонталі помітним плінтом, виконаним з двох паралельних валиків, з'єднаних між собою виступаючими кутами цегли та фризом, що символізує мережку вишитого хрестиком українського рушника. Своїм світло-тіньовим ефектом апсиди найбільше завдячують саме мережці та плінту.
По вертикалі фасади апсид членуються просторими вікнами, увінчаними багатими наличниками та гарними фронтончиками. Задні вікна лікарні та прибудов прості у виконанні і добре заповнюють простір стін.
Перехід переднього фасаду на бокові відтворений за допомогою напівколон. Передній фасад лікарні виділяється двома фланговими значними та одним центральним невеликим ризалітом, до якого прибудовано ґанок. Центральна частина приміщення, яка дещо завищена над переднім фасадом, має дах шатрового типу з завищеним коньком. Разом з прибудованим до центральної частини ґанком і фронтоном вони надають будинку пірамідальності, висотного простору та являють собою домінанту всього ансамблю. Дах центральної частини вінчають дві вентиляційні шахти з невеликими фронтонами, які надають будинку ще більшої пірамідальності та просторової закінченості.
Весь передній фасад будинку являє собою суцільний цегляний килим з обпаленої глини, яка своєю світлотіньовою грою відтворює елементи виноградної лози, польових квітів, життєдайного дерева.
Ґанок лікарні, що оформляє головний вхід і являє собою елемент українського модерну, має трьохарочну конструкцію на чотирьох стовпах грушоподібної форми. На ґанкові та його головних дверях, які виконані у вигляді склепіння, зосереджене, головним чином, розкішне декоративне оздоблення («під шашку»). Саме в цій частині будинку найбільше втілюється самобутність та життєствердна основа народного мистецтва місцевих майстрів.
Площини стін переднього фасаду заповнені парними високими та одинарними широкими вікнами, що оздоблені рослинним орнаментом та мережкою. Стіни, вікна та дверні отвори мають вигляд монолітного цегляного масиву і прикрашені рельєфами. Світлотіні ще більше підкреслюють цю рельєфність, а арочні завершення відтворюють гармонійний ритм.
Карнизи прикрашені різьбленням різного за змістом та трактуванням орнаменту. Цілісність переднього фасаду підкреслюється горизонтальним аркатурним поясом. Зовнішня лінія аркади вимальована цегляною стрічкою. Ринви, жолоби та водостоки також художньо оздоблені.
В архітектурно-плановому і об'ємно-просторовому вирішенні майданчик для будівництва вибраний невдало, тому корпус лікарні дещо втрачає в своїй монументальності а подвір'я не має простору.
Інтер'єр будови стриманий, складається з гладких білих стін та стелі і не має оздоблення.

### Будинок лікаря

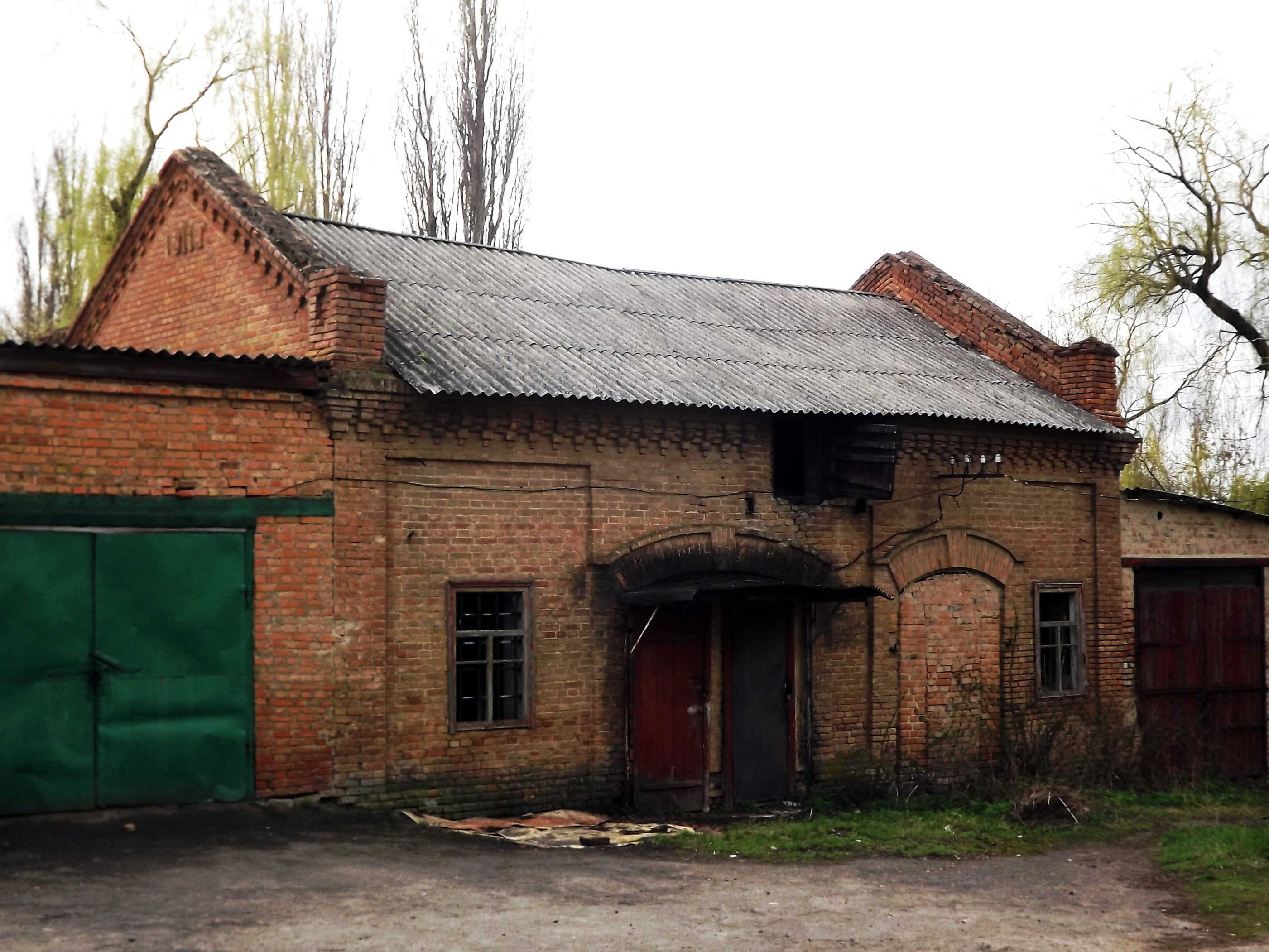
Конюшні (1911) з гаражними прибудовами

В плані будинок лікаря являє собою прямокутник з несиметричним боковим розташуванням головного входу. Вхід в приміщення має форму арки, що оздоблена безліччю променів, які перетинаються трьома рядами концентрично розташованих валиків. Щоб надати причілку біля входу парадності, будівничі скомпонували кутову колону, а над аркою виклали з заглибин чотири напіврозетки.
Причілкові та передні вікна оздоблені наличниками, побудованими з поличок, валиків, пілок та викружок. Причілкові вікна мають парні, а передні — одинарні наличники. Усі вікна оздоблені випукло-увігнутими арками-фронтончиками. Ніші задніх і бокових вікон орнаментовані восьмипелюстковими розетками, передніх — рослинним орнаментом, символізуючи дерево життя, кетяги винограду, квітки.
Карниз по всьому периметру будинку складений з поличок та викружок. Фриз прикрашений безліччю пірамідок, розташованих конусом донизу.
Орнаментування лікарні та будинку лікаря дещо відрізняється між собою формами, але орнаменти обох витримані в дусі класичних архітектурних стилів.
До нашого часу збереглись легкі ажурні палісадники перед переднім фасадом колишнього будинку головного лікаря та фасадом лікарні (автор — коваль з Виноградівки Боїн), що доповнюють килимову композицію стін.

## Сучасність
До початку 2000-х років в центральному приміщенні архітектурного комплексу розташовувалось інфекційне відділення центральної районної лікарні. Нині будівля лікарні пустує і перебуває в занедбаному стані. Дах будівлі під час дощів протікає, деякі стіни осіли і мають чимало тріщин, однак сучасний стан споруди поки що уможливлює її порятунок.
Окрім основного корпусу та будинку лікаря, поряд з будинком збереглось приміщення конюшень (1911), а позаду лікарні — будівля електростанції.
В будинку лікаря нині розміщене відділення податкової інспекції. До конюшень в радянський час з обох боків було виконано прибудови, це приміщення використовується як гаражі.